# Train routier

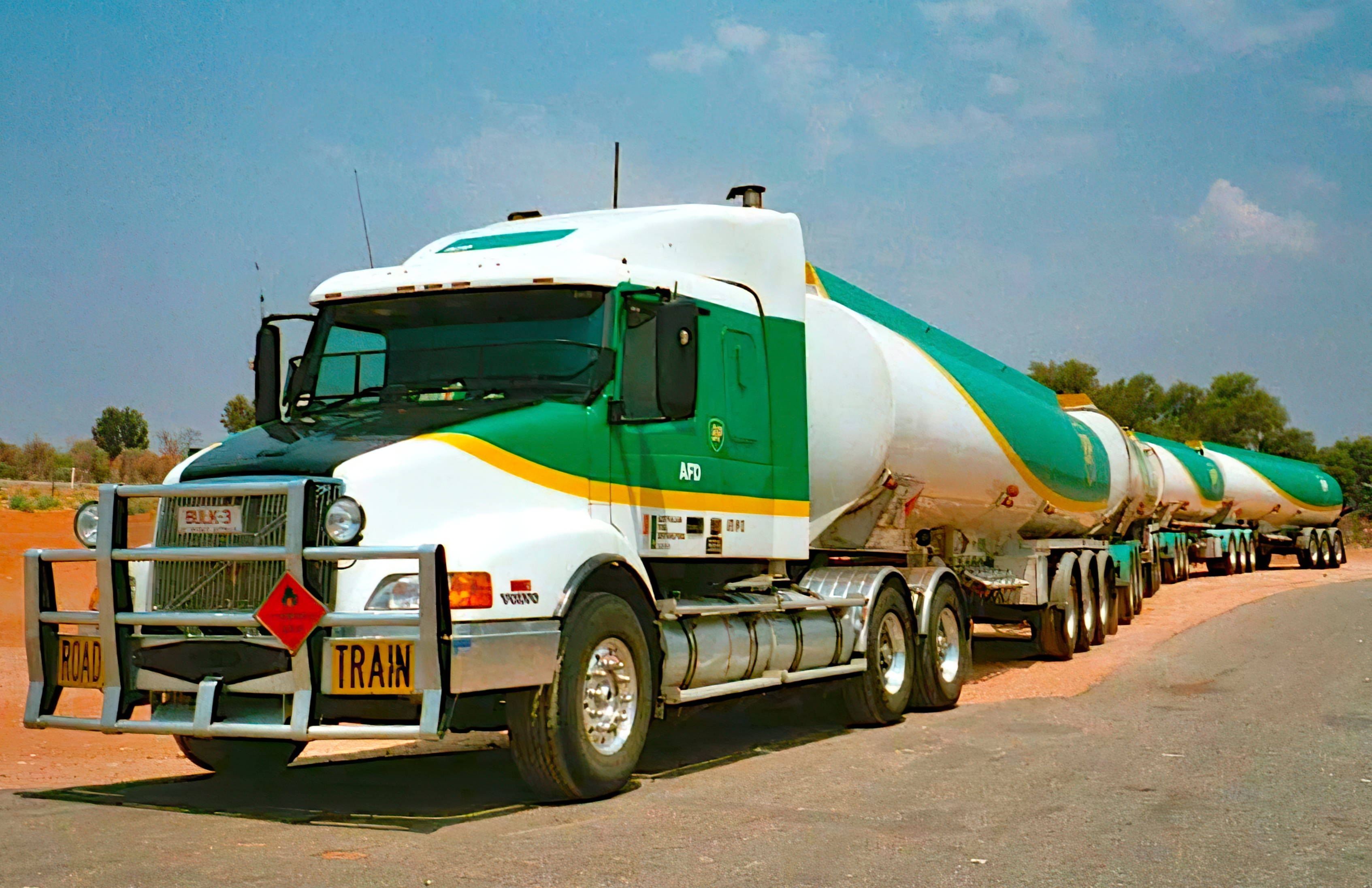
Train routier avec une semi et quatre remorques.

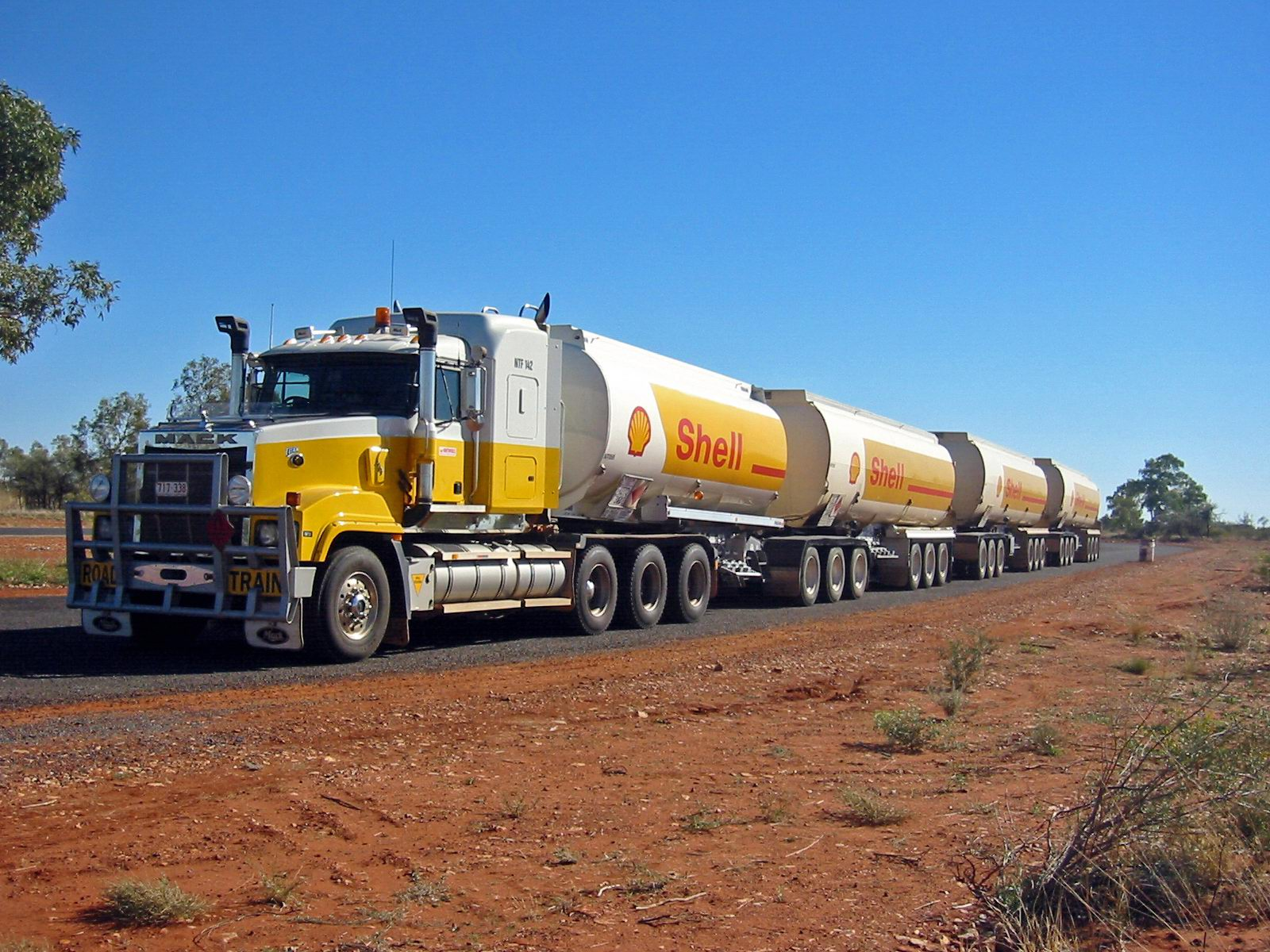
Train routier en Australie.

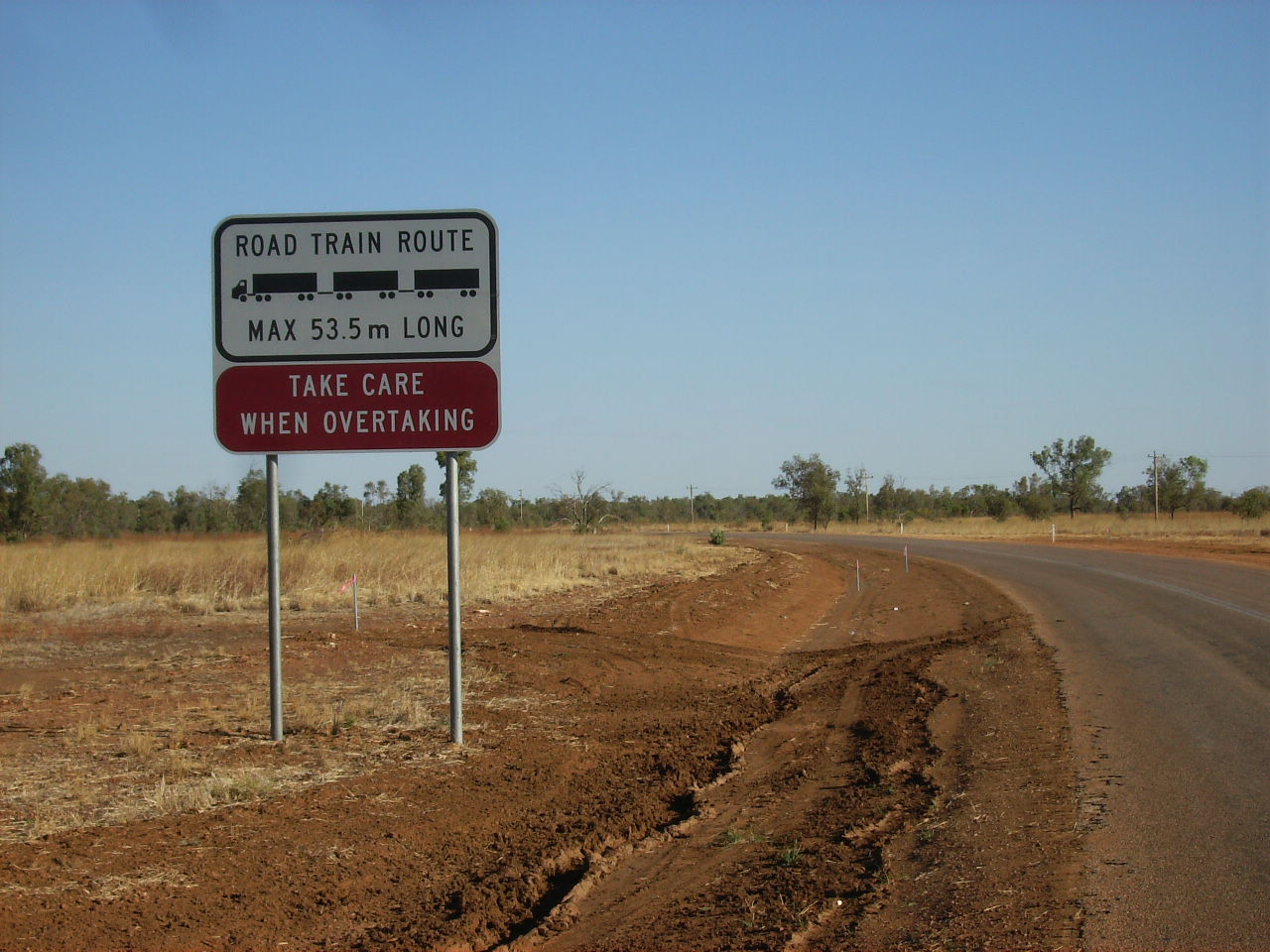
Panneau sur la Great Northern Highway en Australie.

Un train routier est un ensemble routier constitué, selon les pays et la réglementation, d'un véhicule tracteur routier tractant une ou plusieurs remorques se déplaçant sur le sol sans l'aide de rails. Dans le cas de deux véhicules remorqués il est parfois appelé train double.
Lors du développement du transport routier, il est apparu économiquement intéressant d'accroître la charge transportée par l'ajout de remorques de façon analogue à celle du chemin de fer.
En effet, la charge est limitée par la structure du véhicule et par la charge maximale par essieu autorisée par les réglementations, selon les pays concernés.

## Le problème des trajectoires
Au contraire d'un train ferroviaire dont tous les véhicules sont guidés par les rails, un ensemble de remorques routières ordinaires (à un ou plusieurs essieux, dont, parfois un ou plusieurs directeurs) ne restent pas dans les traces du véhicule tracteur, selon la courbe de la trajectoire. Plus la remorque est éloignée du tracteur, plus celle-ci se déplace sur une courbure inférieure à celle du tracteur. Elle a donc tendance à avoir une courbe plus courte dans un virage sauf si elle bénéficie d'un ou plusieurs essieux directeurs.

## Histoire

### Le train Renard
Le colonel Charles Renard et son frère Paul étudient une solution pour les transports militaires, déposant un brevet, en 1903, d'un système assurant une trace unique pour tous les véhicules. De plus, un système d'arbre de transmission continu rend toutes les remorques motrices.
Sous le nom de train Renard, ce système complexe est réalisé et utilisé aussi bien pour le transport de fret que de voyageurs ; mais même en plusieurs dizaines d'exemplaires, il reste à l'état de curiosité.

## Utilisation

### En Australie, au Canada, aux États-Unis
Le train routier est autorisé sous certaines conditions et hors agglomération en Australie, dans l'est du Canada (au Québec, au Nouveau-Brunswick, en Nouvelle-Écosse) et aux États-Unis[réf. nécessaire].
Il est très répandu sous le nom de road train sur les routes rectilignes de l'Australie, convoyant jusqu'à trois ou quatre remorques.

### En Europe
Dans la plupart des pays européens, les remorques multiples sont interdites à la circulation sauf exemption en « convoi exceptionnel » ou selon la réglementation en vigueur, des exceptions peuvent être faites pour un tracteur à (semi-)remorque et remorque(s) supplémentaire(s), comme dans le cas fréquent des convois des professionnels forains ou du cirque.

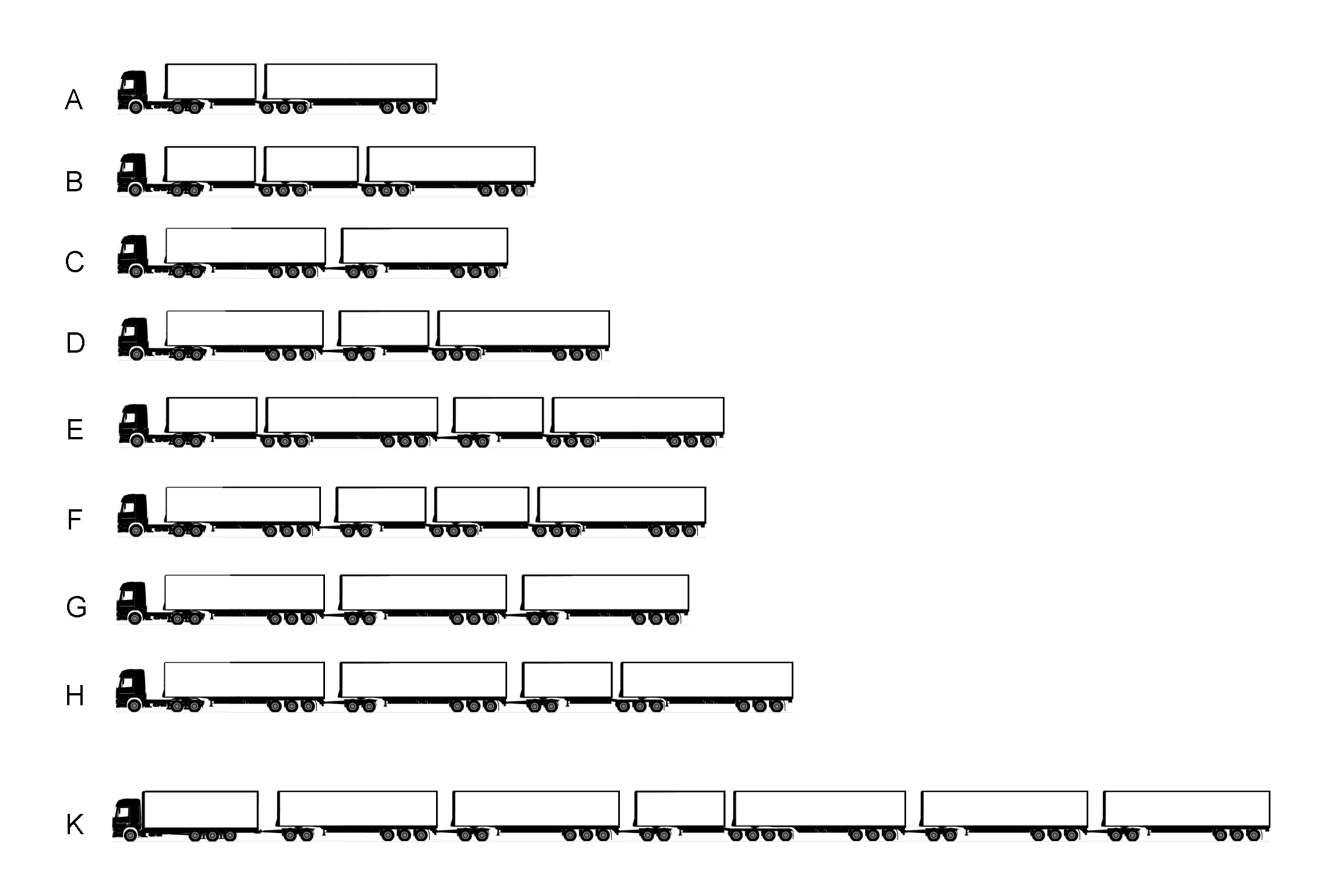
Différents arrangements de train routier, dont l'exemple K, le plus long train routier, appelé Powertrain ou Body and six, en Australie.

#### En France
En France, la définition officielle d'un train routier est « un ensemble constitué d'un véhicule à moteur auquel est attelée une remorque ou une semi-remorque dont l'avant repose sur un avant-train ». Autrement dit, un camion remorque est un train routier au même titre qu'un train double ou un bi-train. La longueur maximale d'un train routier, en France, est limitée à 18,75 mètres. La France n'a pas le droit de réduire cette taille, selon la directive 96/53/CE . Au sens de cette directive européenne, un train routier est constitué d'un véhicule à moteur attelé à une remorque.
En longueur, le record est détenu par un train routier à Toulouse de 373,95 mètres, pesant 120 tonnes (à vide).
En France, le record en masse est détenu en juin 2015 par un train routier de 810 t, mesurant 109 mètres de long parti de Belfort pour aller à Strasbourg.

#### En Espagne
En Espagne, en 2017, a été essayé un camion dit duo (ou aussi Duo Trailer) entre Madrid et Saragosse. Le camion essayé était équipé de deux remorques identiques et mesurait 31,75 mètres pour une masse autorisée (MMA) de 70 tonnes,.